# Ратия, Шалва Чекерович
Шалва Чекерович Ратия (род. 1920 год, село Отобая, Сухумский округ, Кутаисская губерния, Грузинская демократическая республика) — звеньевой колхоза «Ленинис Андердзи» («Заветы Ленина») Гальского района Абхазской АССР, Грузинская ССР. Герой Социалистического Труда (1948).

## Биография
Родился в 1920 году в селе Отобая Сухумского округа Кутаисской губернии (ныне — Гальский район Абхазии).
После окончания местной начальной сельской школы трудился в личном сельском хозяйстве до призыва в Красную Армию по мобилизации.
С 1941 по 1945 года участвовал в Великой Отечественной войне. После демобилизации возвратился в Грузию. Трудился звеньевым в колхозе «Ленинис Андердзи» Гальского района.
В 1947 году звено под его руководством собрало в среднем с каждого гектара по 75,6 центнера кукурузы на участке площадью 3 гектара. Указом Президиума Верховного Совета СССР от 21 февраля 1948 года удостоен звания Героя Социалистического Труда за «получение высоких урожаев кукурузы и пшеницы в 1947 году» с вручением ордена Ленина и золотой медали «Серп и Молот» (№ 724).
Этим же Указом званием Героя Социалистического Труда были награждены председатель колхоза «Ленинис Андердзи» Артём Бебтуевич Зантарая, труженики колхоза бригадиры Джото Келович Алфенидзе, Ермолай Павлович Этерия, звеньевые Капитон Константинович Бахтадзе, Мириан Дианозович Дзадзуа, Ивлиан Тагуевич Табагуа и Венера Владимировна Чания.
Проживал в селе Отобая Гальского района.
Награды
- Герой Социалистического Труда
- Орден Ленина
- Орден Отечественной войны 1 степени (11.03.1985)